# Station Bad Salzungen
Station Bad Salzungen is een spoorwegstation in de Duitse plaats Bad Salzungen. Het station werd in 1858 geopend.